# La Baleine
La Baleine település Franciaországban, Manche megyében. Lakosainak száma 106 fő (2022. január 1.). La Baleine Hambye, Saint-Denis-le-Gast és Gavray-sur-Sienne községekkel határos.

## Népesség
A település népességének változása:
| Lakosok száma | 177  | 144  | 121  | 93   | 96   | 92   | 91   | 101  | 106  | 106  |
|               | 1968 | 1982 | 1990 | 2006 | 2013 | 2015 | 2017 | 2019 | 2020 | 2022 |